# Niżniaja Jeluzań
Niżniaja Jeluzań (ros. Нижняя Елюзань) – wieś (sieło) w Rosji, w obwodzie penzeńskim, w rejonie gorodiszczeńskim. W 2010 liczyła 2290 mieszkańców, głównie Tatarów.